# Suzanne Camelia-Römer
Suzanne Camelia-Römer   (Curaçao, 4 de gener de 1959) oficialment Suzy F.C. Camelia-Römer, és una advocada i política de Curaçao del Partit Popular Nacional (PNP). Va exercir dues vegades com Primera Ministra de les Antilles Neerlandeses del 25 de novembre de 1993 al 28 de desembre de 1993 (primera vegada) i del 14 de maig de 1998 al 8 de novembre de 1999 (segona vegada). També va ser Ministra de Justícia de 1992 a 1994 i ministra de Recuperació Nacional i Assumptes Econòmics de 1999 a 2002. Des de març de 2016 és Ministra de Tràfic, Transport i Urbanisme de Curaçao. Va mantenir aquesta posició en el gabinet d'Hensley Koeiman, des de 23 de desembre de 2016.